# درختان سرو

پاراوان تاشوی درختان سرو، اثر منسوب به کانو اِی‌توکو، متعلق به سدهٔ ۱۶ میلادی است.

درختان سرو (به ژاپنی: 檜図)، نام یک نقاشی ژاپنی متعلق به سدهٔ ۱۶ میلادی است. اثر منسوب به کانو اِی‌توکو، نقاش درباری ژاپنی است که ابتدا بر روی درهای کشویی محل سکونت یکی از اعضای خاندان امپراتوری ژاپن نقاشی شده‌بود، اما بعدها بازسازی شد و به یک پاراوان تاشو تبدیل شد.
ابعاد این اثر یک ۱۷۰ سانتی‌متر در چهار متر و شصت سانتیمتر است. تقریباً تمامی زمینهٔ نقاشی با ورقه‌های طلا پوشانده شده‌است که نقش بدنهٔ پرپیچ و خم درخت سرو تنومند را برجسته می‌کند.
این اثر در کشور ژاپن به عنوان «گنجینهٔ ملی» رده‌بندی شده‌است و در موزه ملی توکیو نگه‌داری می‌شود.